# Miasto satelickie
Miasto satelickie (z ang. satellite city), miasto-satelita – miasto o pewnej samowystarczalności pod względem usług i zatrudnienia, ale uzależnione w zakresie usług wyższego rzędu (szkolnictwa wyższego, kultury), lepiej płatnych miejsc pracy oraz administracji od pobliskiego większego ośrodka miejskiego.
Koncepcja miasta satelickiego zrodziła się w latach dwudziestych XX wieku w Wielkiej Brytanii.